# كاهي
الكاهي واحدة من أشهر المعجنات الموجودة في المطبخ العراقي، وهي أكلة قديمة يقف الناس طلباً لها أمام محلات الأفران وخصوصاً في فترة الصباح في الأعياد لكي يتناولوها أثناء فطورهم، وعادةً ما يأكلوها مع القيمر العراقي.

## المكونات
1 أو 2 كأس دقيق، 1 أو 1.5 كأس ماء دافئ، 0.5 ملعقة ملح صغيرة، 0.5 نصف كأس زيت أو سمن مذوب. يتم تحضيرها أولاً عن طريق نخل الدقيق وخلطه مع الملح وثم إضافة الماء الدافئ وعجن العجينة لمدة 10 دقائق، وثم تغطيتها وتركها ترتاح لمدة 15 دقيقة. لفّ العجينة على شكل رول، وقطع العجين إلى 7 قطع متساوية، وتغطية القطع بالسمن أو الزيت وتركها ترتاح لمدة 30 دقيقة. مدّ كل كره على سطح مستوي بشكل رقيق جدا بمساعدة السمن، ثم إضافة ملعقة زبدة مذوبة. بعد مدّها تفرش على القطعة، ثم تتطوى من الطرفين بشكل مستطيل، ثم تتوى ايضاً من الطرفين الاخرين بحيث تصبح بشكل مربع وهكذا إلى ان يكمل المقدار. تترك المربعات بصينية مدهونة ترتاح لمدة 15 دقيقة. مدّ كل قطعة شوي بالضغط الخفيف والسريع من الجهتين ووضعها بصينية مبطنة بورق الزبدة ونتركها ترتاح لمدة 15 دقيقة. تدخل إلى الفرن على حرارة 200 من الاسفل لمدة 10 دقائق. فور خروجها من الفرن، تُسقى بالقطر البارد وتُقدم.